# Petra Reategui
Petra Reategui (* 17. Dezember 1948 in Karlsruhe) ist eine deutsche Schriftstellerin.

## Leben und Werk
Petra Reategui studierte zunächst Übersetzen und Dolmetschen für Italienisch und Französisch an der Universität Heidelberg, danach Soziologie an der Freien Universität Berlin. Ab 1977 war sie zunächst als freie Journalistin für Zeitung und Hörfunk tätig und absolvierte von 1980 bis 1982 ein Volontariat bei der Deutschen Welle in Köln.
Von 1982 bis 2003 arbeitete Petra Reategui als Hörfunk- und Fernsehredakteurin bei der Deutschen Welle. Reportagen und Recherchen führten sie häufig nach Afrika, Asien und Lateinamerika. Seit 2004 arbeitet sie wieder frei als Autorin und Übersetzerin. Sie schreibt Kurzgeschichten, Hörspiele und Radiofeatures und vor allem historische Romane und Kriminalromane, die meist auf tatsächliche Begebenheiten zurückgehen.
Seit 1980 lebt Petra Reategui in Köln. Sie ist Mitglied im PEN, dem Verband deutscher Schriftsteller, des Vereins Literaturszene Köln und in der Kölner Autorengruppe FAUST.

## Veröffentlichungen

### Einzeltitel
- Falkenlust. Roman. Emons Verlag, Köln 2006, ISBN 3-89705-456-6.
- Filzengraben. Roman. Emons Verlag, Köln 2009, ISBN 978-3-89705-630-5. (überarbeitete Neuausgabe: Der gestohlene Duft. Emons Verlag, Köln 2015, ISBN 978-3-95451-447-2; italienische Übersetzung: Il profumo rubato. Le misteriose origini dell’Eau de Cologne. Emons Verlag, Köln 2018, ISBN 978-3-7408-0488-6)
- Moselhochzeit. Roman. Emons Verlag, Köln 2013, ISBN 978-3-95451-181-5.
- Weinbrenners Schatten. Roman. Emons Verlag, Köln 2014, ISBN 978-3-95451-429-8.
- An einem Freitag in Colombo. Sieben Geschichten vom Leben und Sterben. Erzählungen. Books on Demand, Norderstedt 2015, ISBN 978-3-7386-2696-4.
- Der erste Mord im Gässchen. Neun Geschichten mit und ohne Happy End. Erzählungen. Books on Demand, Norderstedt 2015, ISBN 978-3-7392-9374-5.
- Hofmaler. Das gestohlene Leben des Feodor Ivannoff genannt Kalmück. Romanbiografie. Triglyph Verlag, Bad Saulgau 2017, ISBN 978-3-944258-07-2.
- Der Grenadier und der stille Tod. Roman. Emons Verlag, Köln 2020, ISBN 978-3-7408-0921-8
- Kalt fließt die Mosel. Roman. Emons Verlag, Köln 2023, ISBN 978-3-7408-1754-1

### Übersetzungen (Auswahl)
- Lindsay Bremner: Johannesburg. One City, Colliding Worlds. STE Publishers, Johannesburg 2004, ISBN 1-919855-28-9.
- Aranzazu de Isusi: Deseo y otras realidades. Sehnsucht und andere Wirklichkeiten. Erzählungen. DTV, München 2011, ISBN 978-3-423-09497-9.

### Hörspiele/Radiofeatures (Auswahl)
- Brudermord. Hörspiel. WDR, 2008.
- Zeugen am Wegesrand. Flurkreuze und ihre Geschichten. Radiofeature. SWR, 2005.
- Vermisst über der Eifel. Auf der Suche nach Toten des Zweiten Weltkriegs. Radiofeature. SWR, März 2007.
- Blockaden, Panik, Lampenfieber. Vom schwierigen Weg zur Kunst. Radiofeature. SWR, 2008.
- Ich armes welsches Teufeli, Als Schornsteinfeger und Zitronenhändler aus Italien an den Rhein kamen. Radiofeature. SWR, 2010.